# Ниобийтрицинк
Ниобийтрицинк — бинарное интерметаллическое неорганическое соединение
ниобия и цинка
с формулой NbZn3,
кристаллы.

## Получение
- Сплавление стехиометрических количеств чистых веществ:

{\displaystyle {\mathsf {Nb+3Zn\ {\xrightarrow {870^{o}C,Hg}}\ NbZn_{3}}}}

## Физические свойства
Ниобийтрицинк образует кристаллы
кубической сингонии,
пространственная группа P m3m,
параметры ячейки a = 0,3934 нм, Z = 1
.
При температуре <1,02 К переходит в сверхпроводящее состояние
.

## Химические свойства
- Разлагается при нагревании в вакууме с образованием ниобийдицинка:

{\displaystyle {\mathsf {NbZn_{3}\ {\xrightarrow {1045^{o}C}}\ NbZn_{2}+Zn}}}